# Almarza (Comarca)
Die Comarca Almarza ist eine der zwölf Comarcas in der Provinz Soria der autonomen Gemeinschaft Kastilien und León.
Sie umfasst 16 Gemeinden auf einer Fläche von 362,26 km² mit dem Hauptort Almarza.

## Gemeinden
| Gemeinde                | Einwohner (2024) | Fläche km² | Dichte Einw./km² | Cod INE | Postleitzahl |
| ----------------------- | ---------------- | ---------- | ---------------- | ------- | ------------ |
| Aldealices              | 20               | 6,33       | 3                | 42010   | 42180        |
| Aldealseñor             | 28               | 9,29       | 3                | 42012   | 42180        |
| Almajano                | 182              | 9,90       | 18               | 42017   | 42180        |
| Almarza                 | 626              | 101,13     | 6                | 42019   | 42169        |
| Arévalo de la Sierra    | 70               | 40,08      | 2                | 42027   | 42161        |
| Ausejo de la Sierra     | 115              | 20,12      | 6                | 42028   | 42172        |
| Buitrago                | 74               | 5,15       | 14               | 42042   | 42162        |
| Carrascosa de la Sierra | 19               | 12,76      | 1                | 42054   | 42180        |
| Castilfrío de la Sierra | 34               | 12,16      | 3                | 42056   | 42180        |
| Cirujales del Río       | 20               | 8,76       | 2                | 42065   | 42180        |
| Estepa de San Juan      | 13               | 10,45      | 1                | 42082   | 42180        |
| Fuentelsaz de Soria     | 64               | 26,34      | 2                | 42089   | 42162        |
| La Losilla              | 13               | 7,90       | 2                | 42106   | 42181        |
| Narros                  | 71               | 13,22      | 5                | 42128   | 42189        |
| La Póveda de Soria      | 110              | 64,30      | 2                | 42141   | 42169        |
| Los Villares de Soria   | 75               | 14,37      | 5                | 42211   | 42162, 42180 |
| Comarca Almarza         | 1.534            | 362,26     | 4                | –       | –            |